# Ely Jacques Kahn

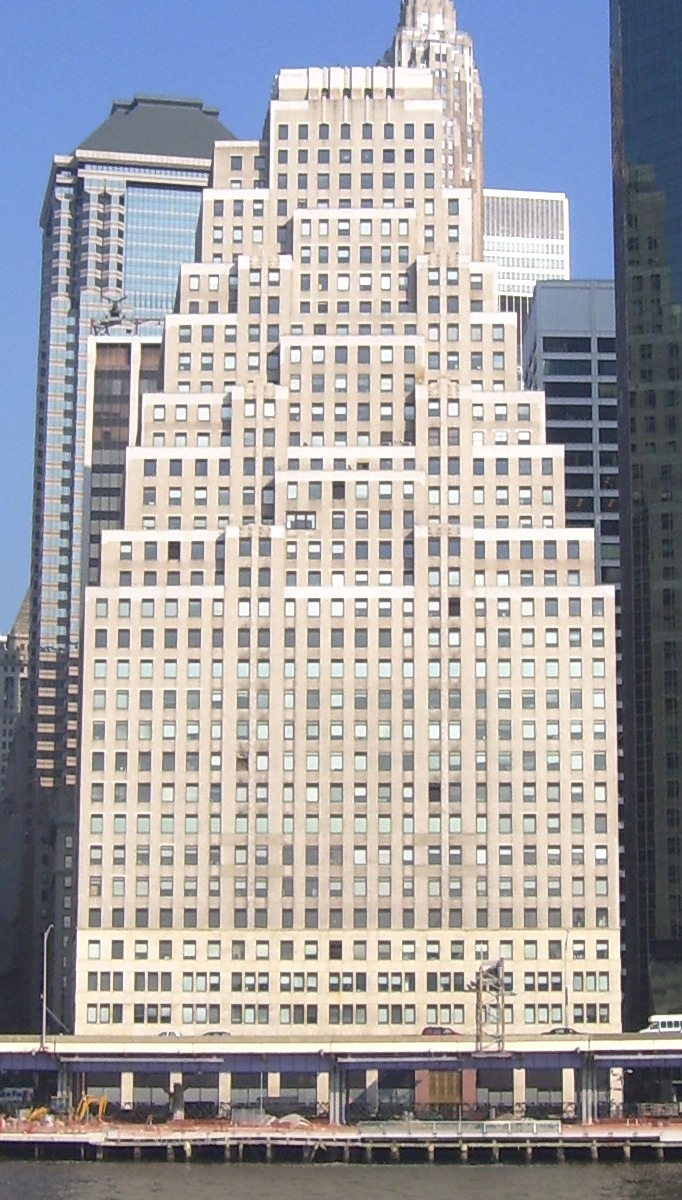
120 Wall Street, geplant von Buchman & Kahn, Blick vom East River

Ely Jacques Kahn (* 1. Juni 1884 in New York City; † 5. September 1972) war ein US-amerikanischer Architekt, der im 20. Jahrhundert zahlreiche Wolkenkratzer in New York City und andere Gebäude und architektonische Visionen entwarf. Er wird unter anderem der Stilrichtung Art déco zugeordnet und auch als einer der Väter der New Yorker Skyline bezeichnet.

## Leben
Kahn war der einzige Sohn einer wohlhabenden österreichisch- und französisch-amerikanischen jüdischen Familie. Der österreichische Familienzweig stammt aus Hohenems, Vorarlberg. Sein Vater, Jakob Kahn (später nannte er sich Jacques Kahn), wurde am 19. Juni 1855 als Kind von Elias Kahn (1806 – 5. Dezember 1858) und Regina Bernheimer (11. März 1825 bis 20. Juli 1877) in Hohenems geboren. Er heiratete 1879 in New York Eugenie Maximilian (1858–1953). Aus dieser Ehe entstammt auch die Tochter Rena (23. Oktober 1880 – August 1966, verheiratete Rosenthal), die zusammen mit ihrem Ehemann, Rudolf, in New York über viele Jahre ein bekanntes Design- und Einrichtungsgeschäft führte und Wiener Kunsthandwerk importierte und die Tochter Adele (1882 – nach 1966, verheiratete Kramer Stricker).
Ely Jacques Kahn war dreimal verheiratet. Im Dezember 1912 verlobte er sich mit Elsie Plaut (1890–1952) und sie heirateten um 1913. Aus dieser Ehe entstammen die Kinder Joan Plaut (13. April 1914 bis 12. Oktober 1994), der spätere Schriftsteller Ely Jacques, Jr. (4. Dezember 1916 bis 28. Mai 1994) und Olivia (1920 – 19. Dezember 2015). In zweiter Ehe war er ab 1938 mit Beatrice Josephi († 1962) verheiratet und in dritter Ehe (nach 1962) mit Liselotte Hirshman.
Ely Jacques Kahn war der Urgroßvater von Ely Jacques Kahn IV, der Direktor für Informationstechnische Sicherheit (Cybersecurity Policy) im Weißen Haus war.

## Studium
Kahn besuchte von Oktober 1899 bis Juni 1903 das Columbia College. 1903 bis 1907 studierte er an der Columbia University, School of Architecture, um 1908 in Paris an der Sorbonne und an der École des Beaux Arts. Er war später selbst Professor an der Cornell University.

## Beruf

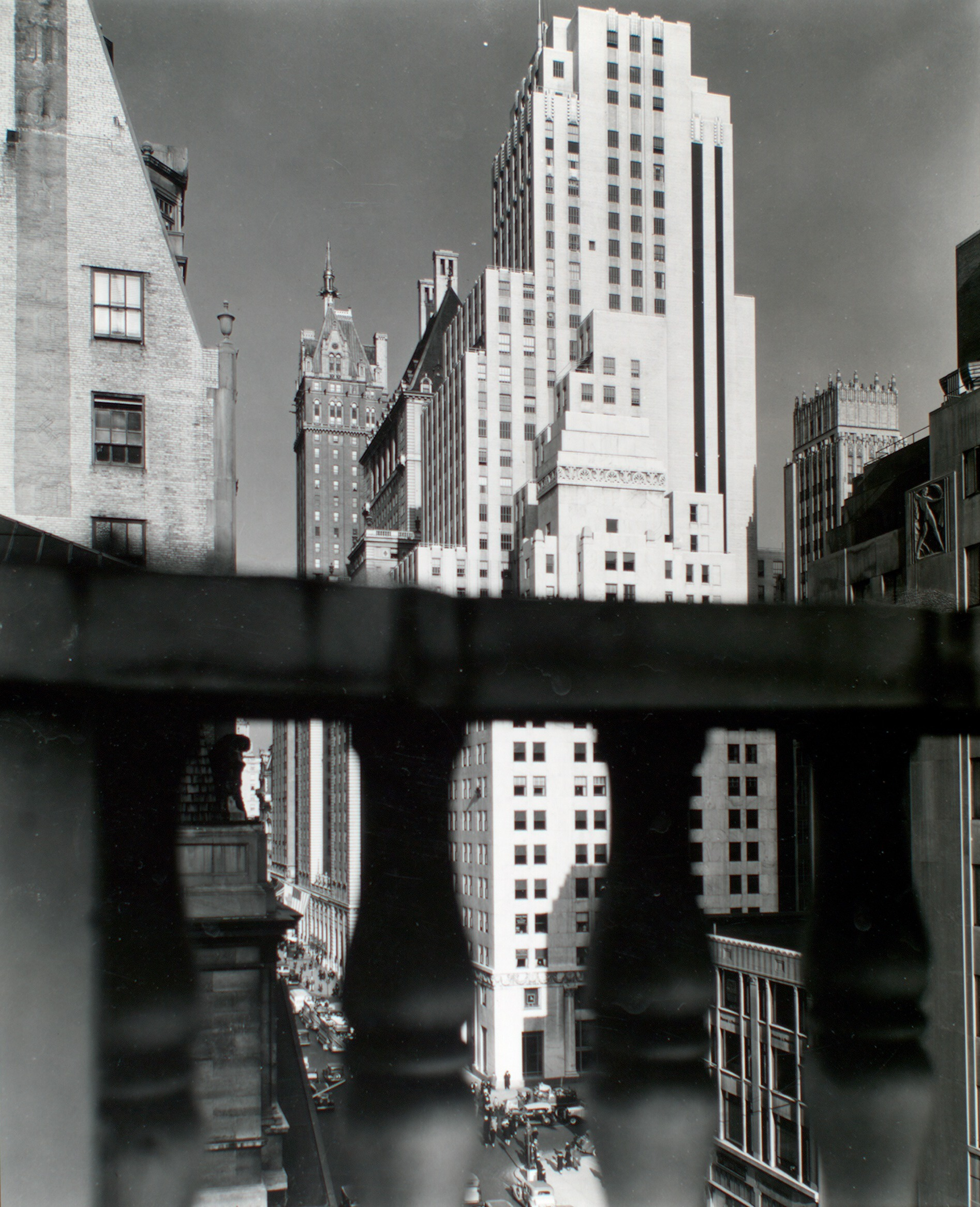
“Squibb Building”, 1930

Zusammen mit Albert Buchman bestand eine Architekten-Partnerschaft von 1917 bis 1930 (Kahn & Buchman). In dieser Zeit wechselte Kahn seine Stilrichtung von Beaux-Arts mit Kubismus, Moderne und Art déco. Das „Squibb Building“ aus dieser Zeit (1930) wurde von Kahn auch als eine seiner besten Arbeiten bezeichnet. 1930 übernahm Kahn das Architekturbüro (nun: „Ely Jacques Kahn Architects“) und ab dieser Zeit entstanden einige der bekannten kommerziellen Wolkenkratzer New Yorks, z. B. das 42-stöckige Continental Building (1931). In den Ateliers von Ely Jacques Kahn und Albert Buchman war auch Ernst Plischke tätig.
1937 arbeitete Ayn Rand als Praktikantin ein halbes Jahr bei Kahn als Teil für ihre Vorbereitungen für den Roman „The Fountainhead“ (dt.: „Der ewige Quell“).

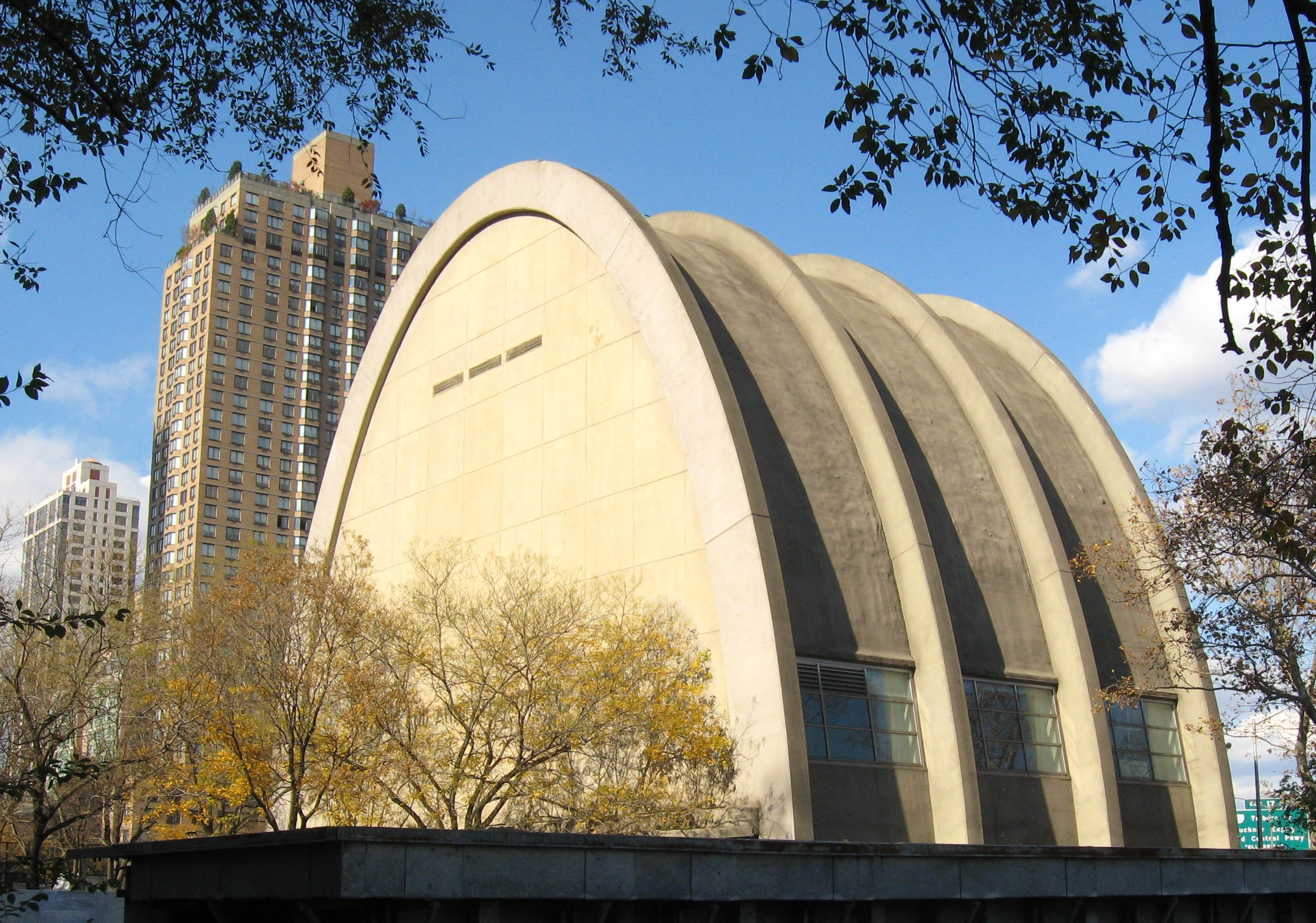
Municipal Asphalt Plant (ehemalige Asphaltanlage)

1940 begründete Kahn eine Architekten-Partnerschaft (Kahn & Jacobs) mit Robert Allan Jacobs (Sohn des Architekten Harry Allan Jacobs). In dieser Zeit wurde zum Beispiel das Universal Pictures Building, 1947, geplant und erbaut sowie das Municipal Asphalt Plant. Später bestand auch eine Zusammenarbeit mit Ludwig Mies van der Rohe und Philip Johnson am Seagram Building.
Kahn war nach dem Zweiten Weltkrieg auch ein Mitbegründer des modernen Synagogenbaus. Bereits 1946 leitete er die Renovierung der Zentralsynagoge in New York. 1948 veröffentlichte Kahn mit dem Bildhauer Jo Davidson Pläne für ein Holocaust – Denkmal in den Vereinigten Staaten (nicht realisiert).
Für die New York Stock Exchange realisierte Kahn & Jacobs 1956 einen 27-stöckigen Zubau.
Die Kahn & Jacobs Architektur Partnerschaft bestand noch über den Tod von Kahn hinaus bis 1973. Die umfangreichen architektonischen Zeichnungen und Pläne etc. sind in der Abteilung für Zeichnungen und Archive an der Avery Architectural and Fine Arts Library an der Columbia University aufbewahrt.